# Cour d'appel de Besançon
La cour d'appel de Besançon en Franche-Comté, connaît les affaires venant des tribunaux de sa région qui s'étend sur les départements du Doubs, du Jura, de la Haute-Saône et du Territoire de Belfort.

## Tribunaux du ressort
|                       | 5 tribunaux judiciaires  | 4 tribunaux de proximité | 7 conseils de prud'hommes | 4 tribunaux de commerce |
| --------------------- | ------------------------ | ------------------------ | ------------------------- | ----------------------- |
| Doubs                 | - Besançon - Montbéliard | - Pontarlier             | - Besançon - Montbéliard  | - Besançon              |
| Jura                  | - Lons-le-Saunier        | - Dole - Saint-Claude    | - Dole - Lons-le-Saunier  | - Lons-le-Saunier       |
| Haute-Saône           | - Vesoul                 | - Lure                   | - Vesoul - Lure           | - Vesoul                |
| Territoire de Belfort | - Belfort                |                          | - Belfort                 | - Belfort               |